# شهرستان تالش
شهرستان تالش یکی از بزرگ‌ترین و مهم‌ترین شهرستان‌های استان گیلان در شمال ایران است. جمعیت شهرستان تالش ۲۰۰٬۶۴۹ نفر است (سال ۱۳۹۵) که دومین شهرستان پرجمعیت استان گیلان پس از شهرستان رشت است. مرکز شهرستان تالش شهر هشتپر یا همان شهر تالش با جمعیت بیش از ۸۵٬۰۰۰ نفر است. این شهرستان دارای ۵ بخش و ۱۱ دهستان است.
شهرستان تالش در غرب استان گیلان با کوهستان‌ها و طبیعتی زیبا و دشت‌های دل‌انگیز و با واقع شدن در سواحل دریای خزر قطب اکوتوریسم ایران محسوب می‌شود. این شهرستان از شمال به شهرستان آستارا، از شرق به دریای خزر، از غرب به استان اردبیل و از جنوب به شهرستان رضوانشهر محدود می‌شود.
این شهرستان در دو بستر متفاوت از نظر توپوگرافی قرار گرفته است. بخشی از شهرستان کوهستانی است و در امتداد کوه‌های مرتفع تالش درجهت شمالی - جنوبی کشیده شده است و قسمتی دیگر، جلگه‌ای است که به صورت نوار باریکی بین کوهستان و دریای خزر واقع شده است. خاویار دریای خزر شهرت جهانی دارد و شهرستان تالش رتبه نخست تولید ماهیان خاویار در کشور را دارا است و بخش قابل توجهی از محصولات آن به خارج از کشور صادر می‌شود.
تالش رتبه اول در تولید تنباکو در کشور و با داشتن بیش از نیمی از باغ‌های کیوی استان گیلان معادل ۲ هزار و ۸۰۰ هکتار بزرگ‌ترین تولیدکننده کیوی در ایران و منطقه است. و همچنین رتبه اول تولید ازگیل، ترب، عسل، گردو و فندق در گیلان می‌باشد.

## مشخصات شهرستان
- وسعت شهرستان: ۲۱۶۰ کیلومتر مربع
- تراکم نسبی (نفر): ۵۰۱
- درصد شهرنشین: ۶۴٫۲٪
- شهرستان تالش که یکی از نواحی ایرانی محل سکونت مردم تالش است با مساحتی حدود ۲۱۶۰ کیلومتر مربع در شمال غرب استان گیلان قرار دارد و از نظر وسعت، دومین شهرستان بزرگ استان گیلان است. این شهرستان که نام خود را از قوم تالش گرفته و به استناد منابع و شواهد بسیار، بازمانده قوم کادوس باستان و از همسایگان دیرین قوم گیلک می‌باشد، از غرب به استان اردبیل، از شمال به شهرستان آستارا و از جنوب به شهرستان رضوانشهر و از شرق به دریای خزر متصل است. شهرستان تالش از سه جهت به کوه‌های تالش که ادامه رشته کوه‌های البرز هستند و از طرف دیگر به دریای خزر منتهی می‌شود. کشف آثار تمدن ۴۵۰۰ ساله در ییلاق نوئه دی تالش جلوه‌های بیشتری به این منطقه خوش آب و هوا داده است. مردم تالش به زبان تالشی تکلم می‌نمایند. بخش اعظمی از منطقهٔ تالش که به تالش گشتاسبی معروف است، طی عهدنامه‌های گلستان و ترکمانچای از استان گیلان و ایران جدا شده و به روسیه ملحق شدند.

## تقسیمات کشوری
- بخش مرکزی شهرستان تالش
- دهستان‌ها:
  - دهستان طولارود
  - دهستان کوهستانی تالش
- شهر: هشتپر
- بخش جوکندان
- دهستان‌ها:
  - دهستان نیل‌رود
  - دهستان ساحلی جوکندان
- بخش کرگان‌رود
- دهستان‌ها:
  - دهستان لیسار
  - دهستان خطبه‌سرا
- شهر: لیسار
- بخش اسالم
- دهستان‌ها:
  - دهستان اسالم
  - دهستان خاله‌سرا
  - دهستان خرجگیل
- شهر: اسالم
- بخش حویق
- دهستان‌ها:
  - دهستان حویق
  - دهستان چوبر
- شهرها: حویق، چوبر

### پیشینه تقسیمات کشوری

نقشه تقسیمات کشوری استان گیلان و موقعیت شهرستان تالش

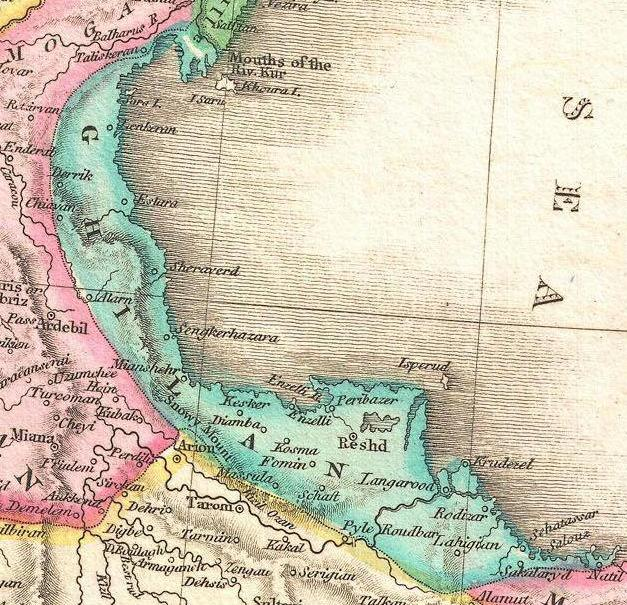
گیلان در نقشهٔ شمال ایران در سال ۱۸۱۸، از اطلس نوی پینکرتن

در اواخر دوره قاجار، گیلان به نوزده بخش تقسیم شده بود؛ بخشهای بزرگتر مانند موازی، که به تازگی از ادغام چهار بخش رشت، کُهدُم، کوچصفهان و خشکبیجار نشکیل شده بودند، شامل بلوک‌های (زیربخش‌ها) متعدد بود. در حدود ۱۹۵۰، گیلان یکی از بخش‌های اصلی به اصطلاح استان یکم بود که زنجان و اراک، دو بخش عراق عجم سابق را هم در بر می‌گرفت و به پنج شهرستان طوالش، فومن، بندر پهلوی (انزلی)، رشت و لاهیجان تقسیم شده بود. در ۱۹۶۳ زنجان و اراک از گیلان جدا شدند و همچنین شهرستان آستارا دوباره در شمال بدان ملحق شد، و نتیجتاً اندازه و مرزهای کنونی را با مساحت ۱۴٬۷۰۹ کیلومتر مربع یافت. گیلان به ۱۰ شهرستان تقسیم می‌شد: طوالش، فومن، بندر پهلوی (انزلی)، رشت، صومعه سرا، رودبار، لنگرود، رودسر و لاهیجان.
یک سال پس از تصویب متمم قانون اساسی یعنی در ۱۴ ذیقعده سال ۱۳۲۵ هجری قمری تشکیل ایالات و ولایات به تصویب دومین دورهٔ قانون‌گذاری مجلس شورای ملی رسید. در این قانون ولایت چنین تعریف شده است: قسمتی از مملکت که دارای یک شهر حاکم‌نشین و توابع باشد اعم از این که حکومت آن تابع پایتخت یا تابع مرکز ایالتی باشد. در آن زمان گیلان جزو ۱۲ ولایت ایران بود. پس از این قانون
اولین قانون تقسیمات کشوری در آبان ماه ۱۳۱۶ خورشیدی، تهیه و تصویب شد. بر اساس این قانون ایران به استان‌های شمال، غرب، جنوب، شمال غرب، شمال شرق و مکران تقسیم شد.
بر طبق این تقسیم‌بندی شهرستان گیلان از توابع استان شمال بود و شامل مناطق زیر بود:
1. حومه فومنات، صومعه‌سرا، لشت نشا، کوچصفهان (مرکز: کوچصفهان)
2. بندر انزلی، چهارفریضه، خمام، گسکر (مرکز: بندر انزلی)
3. لاهیجان، رانکوه، دهشال (مرکز: لاهیجان)
4. کرگانرود، اسالم، شفارود، ماسال، شاندرمن (مرکز: هشتپر)

این تقسیم‌بندی هم چند ماه بیشتر دوام نیاورد و در ۳ بهمن ماه همان سال مصوبهٔ قبلی اصلاح شد و استان‌های ایران به‌استان‌های یکم تا دهم تغییر پیدا کردند.
استان یکم هفت شهرستان داشت؛ طوالش، فومن، بندر پهلوی، رشت و لاهیجان در گیلان، و شهرستان‌های قزوین و زنجان و اراک در عراق عجم سابق. شهر رشت مرکز این استان و گیلان بخش اصلی این استان بود. شهرهای زنجان، قزوین، مامونیه، ساوه، سلطان‌آباد (اراک)، رشت و شهسوار در این استان قرار داشتند.

## تاریخچه تالش

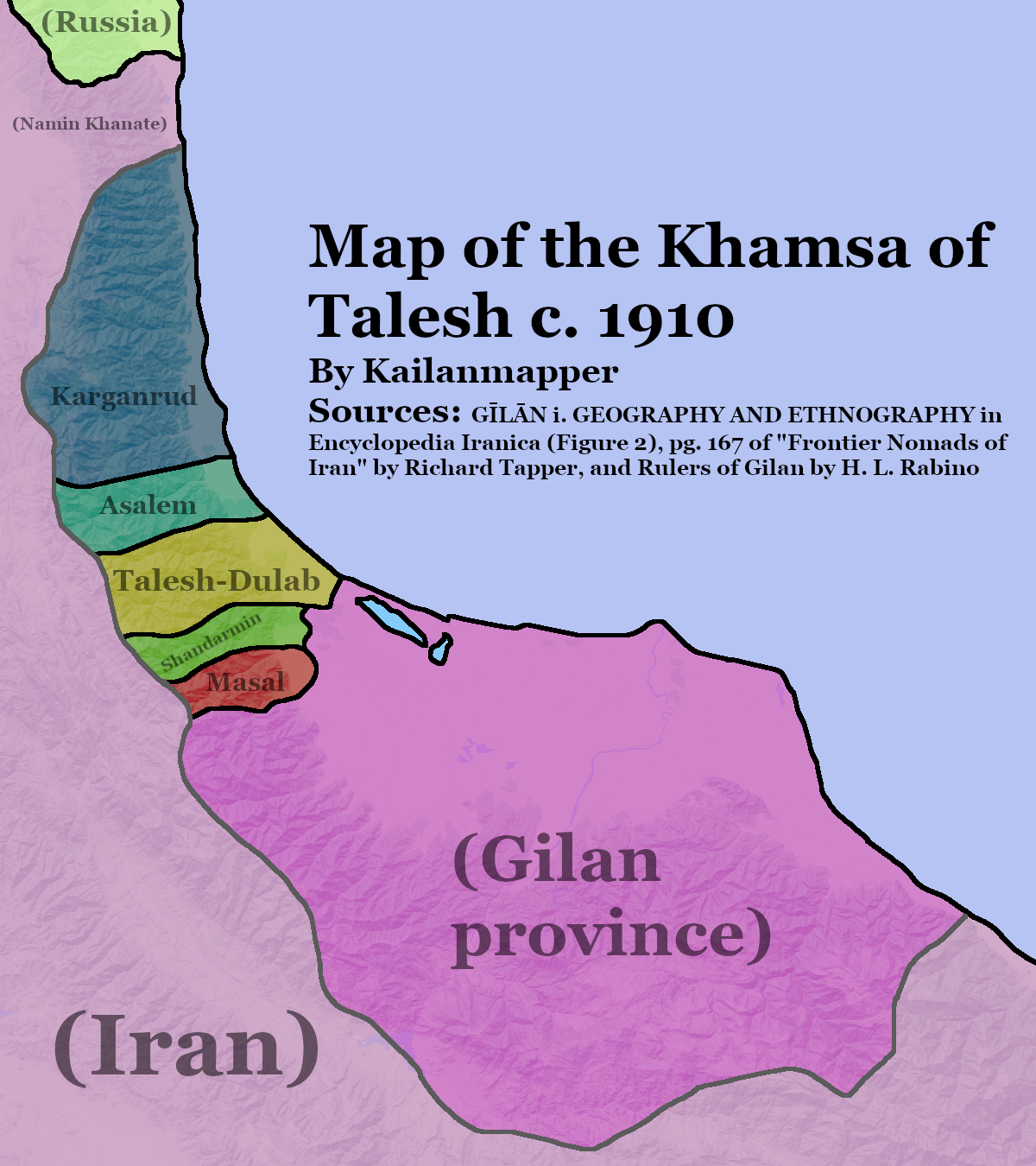
نقشه خمسه تالش ۱۹۱۰

در اسناد و منابع پیش از اسلام کلمهٔ تالش دیده نشده است. برخی از پژوهشگران، تالش را با قوم «کادوس» که از آن بارها در مقنابع یونان و روم باستان یاد شده است، یکی می‌دانند.
در منابع سده‌های نخست هجری از این قوم با نام «طیلسان» یاد کرده‌اند. یاقوت ذیل مادهٔ طیلسان، به نقل از اصمعی می‌گوید که طیلسان با طالشان یکی است.
واژهٔ طیلسان ظاهراً از اواسط سدهٔ ۷ق متروک، و به جای آن کلمهٔ «طالش» تدریجاً وارد منابع تاریخی و جغرافیایی ایران شد.

## زبان و مردم

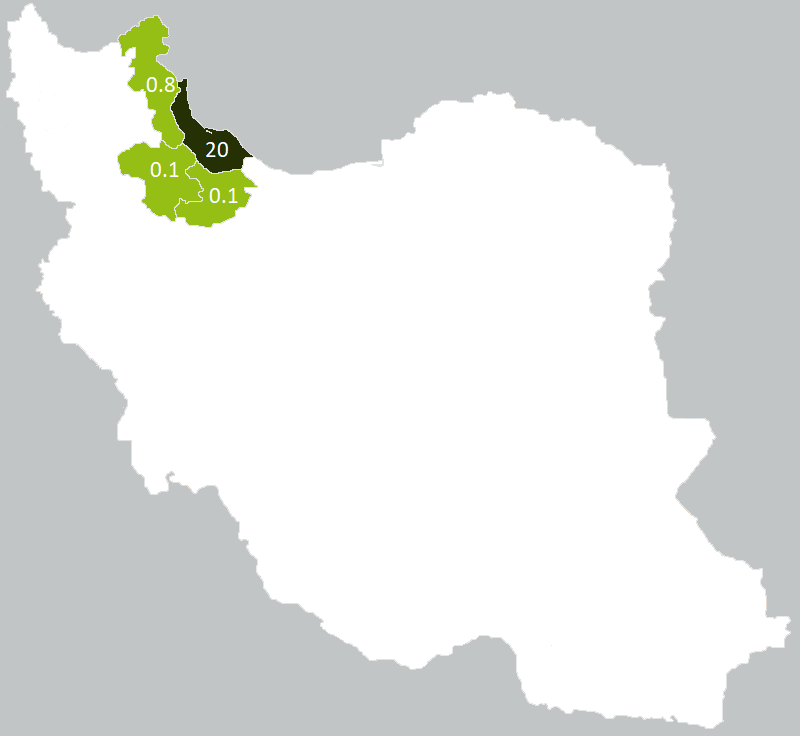
پراکندگی مردم تالش در استان‌های ایران

مردم بومی این شهرستان از قوم تالش هستند و زبان اکثریت مردم این شهرستان، زبان تالشی می‌باشد. زبان تالشی از خانواده زبان‌های کاسپین است و به زبان گیلکی و همچنین زبان پهلوی قدیم نزدیک است.
از دیگر زبان‌های رایج در شهرستان می‌توان به فارسی و ترکی آذربایجانی اشاره کرد.

## نمایندگان شهرستان تالش (هشتپر طوالش)
- سردارمنصور فتح‌الله خان اکبر: دوره سوم مجلس شورای ملی(فهرست نمایندگان دوره سوم مجلس شورای ملی)
- شیخ محمد حسین در مجلس چهارم اعتبارنامه‌اش رد شد و کرسی خالی ماند. (فهرست نمایندگان دوره چهارم مجلس شورای ملی)
- رضا رفیع: ادوار پنجم، چهاردهم، پانزدهم، شانزدهم و هفده مجلس شورای ملی(فهرست نمایندگان دوره پنجم مجلس شورای ملی)، (فهرست نمایندگان دوره چهاردهم مجلس شورای ملی)، (فهرست نمایندگان دوره پازدهم مجلس شورای ملی)، (فهرست نمایندگان دوره شانزدهم مجلس شورای ملی)، (فهرست نمایندگان دوره هفدهم مجلس شورای ملی)
- محسن همراز (فاضل الملک): دوره هفتم، هشتم، نهم و دهم مجلس شورای ملی (فهرست نمایندگان دوره هفتم مجلس شورای ملی)(فهرست نمایندگان دوره هشتم مجلس شورای ملی)
- سید حسین معینی: دوره یازده، دوازده و سیزده مجلس شورای ملی (فهرست نمایندگان دوره یازدهم مجلس شورای ملی)
- سید مصطفی مصطفوی کاشانی فرزند سید محمود کاشانی: دوره هجده مجلس شورای ملی(فهرست نمایندگان دوره هجدهم مجلس شورای ملی)
- هلاکو رامبد: دوره نوزده تا بیست چهار مجلس شورای ملی(فهرست نمایندگان دوره نوزدهم مجلس شورای ملی)
- سید یونس عرفانی: دوره اول مجلس شورای اسلامی (به دلیل فوت دوره اول ناتمام ماند)
- سید مجتبی عرفانی: دوره‌های اول، دوم و چهارم مجلس شورای اسلامی
- سید ابراهیم میر غفاری مریان: دوره سوم مجلس شورای اسلامی
- عسکر اسلام دوست: دوره ششم مجلس شورای اسلامی
- بهمن محمدیاری: دوره پنجم، هفتم و هشتم مجلس شورای اسلامی
- محمود شکری: دوره نهم و دهم مجلس شورای اسلامی
- حسن محمدیاری: دوره یازدهم مجلس شورای اسلامی
- یاسر اسلام‌دوست: دوره دوازدهم مجلس شورای اسلامی

شخصیت‌های مؤثر نام‌آور تالش:
آقاجان خان تالشی (۱۲۲۵ ش / ۱۳۰۲ ش) ایل خان ایلات و عشایر کوهستانی کرگانرود شمالی؛ مجاهد مشروطه خواه؛ رهبر جنبش مقاومت با اشغالگران روس در تالش؛ یکی از رهبران خیزش دهقانی بر علیه سردار امجد.
دد خان تالشی (اقبال السلطان) ۱۲۴۹ ش / ۱۳۲۹ ش ایلخان؛ ایلات و عشایر کوهستانی آقاجان خان تالشی؛ حکمران و مرزبان نظامی کرگانرود شمالی دوره پهلوی اول؛ مبارزه مشروطه خواه؛ فرمانده پیش مرگان فدایی ایل، در مقابله با قشون روس تزار و ارتش سرخ بلشویکی؛ سرکرده معترضین به غارت جنگلهای تالش توسط نماینده اقتصادی روس در تالش منود بوویچ خوشتاریاملا عبد العزیز شریعتمدار کرگانرودی متولد کرگانرود طوالش،
عبدالغنی خان آقاجانی (۱۲۷۶ ش / ۱۳۳۷ ش)
از چهره‌های بر جسته نیک‌اندیش مردمی اثر گذار بر نظم و امنیت تالش و حافظ تمامیت ارضی ایران از فرماندهان بسیح عشایری ایل آقاجان خان تالشی در پاکسازی منطقه تالش و فتح آستارا از دست سر سپردگان قوای بلشویکی شوروی در آذر ۱۳۲۴ ش به پاس جانفشانی میهن دوستانه در حفظ و حراست تمامیت ارضی ایران در بیرون راندن عناصر متجاوز بیگانه نشان درجه یک شجاعت به ضمیمه یک قبضه تفنگ برنو کوتاه اعطایی از سوی ستاد کل ارتش ایران نائل آمدند.
نخبگان جنبش مشروطه خواهی مردم تالش: ۱۲۸۳ ش/ ۱۲۸۸ ش
جنبش مشروطه تالش بر اساس تصمیمات اعضای شورای مشروطه طلبان تالش مسئولیت‌ها را بین خود تقسیم کرده بودند:
۱ - آقاجان خان تالشی؛ دارای وجهه و اعتبار محلی در میان ایلات و عشایر کوهستانی و اعضای مشروط طلبان تالش؛ تأمین کننده ۳۰۰۰ نیروی فدایی جنگجوی پیشمرگ؛ تهیه‌کننده جیره و علیق (لجستیک) شورای مقاومت مشروطه خواهان تالش دارای پشتیبان توان مالی و قوای جنگجو مشروطه خواهان گیلان
1. انوش خان کبود مهری کرگانرودی؛ مسئول تظلمات خواهی تالشان؛ منعکس کننده صدای مردم تالش به رشت و تهران؛ تنظیم کننده شکایات و تلگراف
2. سید اشراف الدین کرگانرودی (شجاع دیوان) از فرماندهان نظامی مشروط تالش
3. میرزاجان خان تالشی (سیاه کلاه) برادر آقاجان خان تالشی
4. سید هدایت الله خان کرگانرودی (سید هدی خان) برادر سید اشرف

۶ - حاجی صفرخان (سیاه کلاه) برادر آقاجان خان تالشی ۷ - سید روح‌الله خان حسینی صفوی (میر مسعودی)
1. حسن خان رحمانی (سیاه کلاه) تاجر حوزه قفقاز مطلع تحولات بین‌المللی مرتبط با آزادی خواهان قفقاز برادر زاده آقاجان خان تالشی
2. ملاعزیز شریعتمداری هره دشتی معلم فرزندان سردار امجد
3. ملا علی روانی
4. دد خان تالشی (اقبال السلطان آقاجانی) پسر ارشد آقاجان خان تالشی
5. نجفقلی فتحی به سبب مراودات و مسافرت‌های بین تهران و رشت تبادل اخبار و اطلاعات مشروطه خواهان

یونس خان آقاجانی (رشید همایون) ۱۲۷۶ ش/ ۱۳۵۰ ش
فرزند آقاجان خان تالشی پس از برادرش ددخان تالشی
(اقبال السلطان) حکمران و مرزبان کرگانرود شمالی شد دوران نوجوانی و جوانی یونس خان از بحرانی‌ترین روزگار تاریخ پر تلاطم تالش است حضور و مداخله روسیه اشغالگر به بهانه‌های مختلف در تمامی عرصه‌های زندگی مردم تالش موجب آزار و اذیت و سلب آسایش و استقلال شده بود دوران اقتدار خوانین ظالم کرگانرود به پشتیبانی سرکنسولگری بیگانگان، تالشان را در گرداب مصیبت و بد بختی انداخته بودند وی از سرکردگان بسیج عشایری ایل کوهستانی آقاجان خان تالشی در این مقاطع طوفان زده حامی و پناهگاه تالشان کوه نشین مدافع استقلال و تمامیت ارضی کشور ایران بودند در آغاز جنگ جهانی اول ۱۹۱۴ م و انقلاب بلشویکی در روسیه ۱۹۲۷ م خیزش دهقانی کرگانرود علیه سردار امجد ۱۹۰۵ م نهضت مشروطه خواهی مردم تالش ۱۲۸۸ ش و در آخر پس از پایان چنگ جهانی دوم غائله فرقه دموکرات آذربایجان به رهبری سرسپردگان شوروی جعفر پیشه‌وری ۱۳۲۴ ش منطقه تالش اشغال شده بود یونس خان در نقش یکی از فرماندهان بسیج عشایری ایل کوهستانی آقاجان خان تالشی در معیت ارتش منطقه تالش را از لوث وجود عناصر تجزیه طلب پاک و شهرستان آستارا را فتح نمودند به پاس جانفشانی میهن‌دوستانه در حفظ تمامیت ارضی کشور همراهی ایل وطن دوست و آزادیخواه آقاجان خان تالشی در یاری دولت به دو مدال رشادت و شجاعت به همراه دو قبضه سلاح برنو کوتاه اعطایی ستاد کل ارتش ایران نائل آمدند روحش شاد.
آبشنگ خان سیاه کلاه الارلو قفقاز جنوبی ۱۷۶۲م/۱۸۳۱م
فرزند کل حسین خان سیاه کلاه آلارلو قزلباش نواده جه لل خان (جلال خان سیاه کلاه آلارلو قفقازی از فرماندهان مین باشی نادر شاه سرکرده تالشان شورشی جنوب لنکران به دستور نادر شاه گردن زده شد) یکی از فرماندهان لایق و مورد اعتماد عباس میرزای قاجار در جنگ‌های ایران و روس پس از اتمام جنگ و انعقاد عهد نامه ترکمان چای در سال ۱۸۲۸ میلادی ژنرال پال پاسکوویچ فرمانده کل قوای روس طرف مذاکره کننده با هیئت ایرانی به خاطر جسارت و بی‌باکی رشادت در جنگ با شرایطی پاسکوویچ آبشنگ خان عنصر نامطلوب و خطرآفرین تلقی شد و از سکونت او و جنگجویان همراه در حوالی سرحدات مرزی روسیه منع گردید اما از سوی عباس میرزا ولیعهد و فرمانده کل قوا مورد نوازش و دلجویی قرار گرفت با اعطای تیول کرگانرود شمالی به آبشنگ خان فرمان حمایت به ظابطان محال گیلان و اسالم برای اجرای نظارت بر فرمان صادر در نتیجه درسال ۱۸۲۹ میلادی با تعداد ۵۰۰ نفر از جنگجویان مبارز همراه به هره دشت لیسار و دامنه باغرو داغ تالش مهاجرت نمود.

## جاذبه‌های گردشگری
- پارک جنگلی سیاهداران (بام تالش)
- سورتمه تالش
- ساحل قروق تالش
- ساحل تازه‌آباد (تالش)
- آبنما موزیکال تالش
- کاخ سردار امجد کرگانرودی در پارک شهر
- ییلاقات باستانی و تاریخی مریان
- مجموعه ییلاقات ریک و حومه تالش
- منطقه کوهپایه‌ای کیشون بن تالش
- ییلاق سوباتان لیسار
- دژ سلسال لیسار
- ییلاق آسبومار (اسپومر) جوکندان
- ییلاق‌های اسالم
- ییلاق‌های طولارود
- آبشار چارگو طولارود
- آبشار نیلرود جوکندان
- تالاب جوکندان
- پارک جنگلی و ساحل گیسوم
- جاده اسالم به خلخال
- ییلاق توریستی کرمون و گردنه الماس در محور اسالم به الماس
- پارک جنگلی دکتر رستگار گیسوم
- آبشار زمرد حویق
- پارک ساحلی و جنگلی چوبر
- بقعه نرگس خاتون چوبر
- بقعهٔ بابا اسماعیل، تره طولگیلان
- بقعهٔ سید نیکی تالش
- دریاچهٔ سراگاه تالش
- آبشار لیسکی یا لوشکی لمیر
- استخر طبیعی سوغات بغیلان چاله بیجار لمیر
- استخر طبیعی پرسه کش درزکری لمیر
- ییلاق لوراهونی و شکردشت
- مسیر ییلاق سوباتان به دریاچه نئور و آبشار ورزان
- آبشار لوشکی لمیر
- آبشار ریشو چوبر
- آبشار شیلوشت مریان
- آبشار ریوو خطبه سرا
- آبشار دریابن اسالم
- آبشار بیجورا شیرآباد
- ییلاقات آترحاماری شیرآباد

## ورزش
شهرستان تالش در رشته‌های ورزشی فوتبال، دوومیدانی، کشتی و کبدی دارای استعدادهای برتری می‌باشد.

### فوتبال

#### تیم فوتبال چوکای تالش
باشگاه فوتبال چوکای تالش یک باشگاه فوتبال ایرانی در شهرستان تالش می‌باشد که در لیگ دسته اول فوتبال ایران، جام آزادگان بازی می‌کند
این باشگاه در سال ۱۳۷۰ با نام چوکای انزلی در شهر انزلی با مالکیت مجتمع صنایع چوب و کاغذ ایران (چوکا) که در سال ۱۳۵۲ با مشارکت سازمان گسترش و نوسازی صنایع ایران (۶۰٪ سهام) و وزارت کشاورزی و عمران روستایی (۴۰٪ سهام) در بخش رضوانشهر وابسته به شهرستان تالش شروع بکار کرد. در سال ۱۳۷۷ با تلاش‌های فراوان مردم و نماینده وقت تالش به شهر هشتپر در شهرستان تالش منتقل و نام آن به چوکای تالش تغییر و از آن زمان به بعد هم بازی‌های آن در ورزشگاه پوریای ولی تالش (قلعه عقاب‌ها) برگزار می‌شود.